# Ashley Hartman
Ashley Hartman (contea di Orange, 31 agosto 1985) è un'attrice statunitense, nota per aver interpretato il ruolo di Holly Fischer nella prima e nella quarta stagione del telefilm The O.C..

## Filmografia

### Attrice

#### Cinema
- Abominable (2006)
- Darkchylde (2010)

#### Televisione
- The O.C. (2003-2007) - 9 episodi
- Give Me Five (2004)
- Danny Bonaduce Life Coach (2008)

## Doppiatrici italiane
Nelle versioni in italiano delle opere in cui ha recitato, Ashley Hartman è stata doppiata da:
- Daniela Calò un The O.C.